# Rio Bracuí
Rio Bracuí är ett vattendrag i Brasilien.   Det ligger i delstaten Rio de Janeiro, i den sydöstra delen av landet, 900 km söder om huvudstaden Brasília.